# Prümtal-Radweg
Der Prümtal-Radweg ist ein Radwanderweg entlang des zweitlängsten Flusses der Eifel. Von Stadtkyll führt die Route zum Quellgebiet der Prüm und folgt dem Fluss bis zu dessen Mündung in die Sauer bei Minden. Über den Sauertal-Radweg kann dann die Mosel bei Wasserbillig an der Deutsch-Luxemburgischen Grenze erreicht werden. Die Gesamtstrecke ist eher sportlichen Fahrern zu empfehlen. Auf der Teilstrecke Prüm – Waxweiler verläuft der Radweg auf einer ehemaligen Bahntrasse, dieser Abschnitt ist daher auch für Familien, Freizeitradler und Skater geeignet.

## Streckenverlauf Stadtkyll – Minden an der Sauer

### Charakteristik
Der Prümtal-Radweg ist in beide Richtungen mit dem Radwegelogo gekennzeichnet und wird über asphaltierte bzw. befestigte Radwege sowie über ruhige Landstraßen geführt. Vom ADFC wird für 70 % der Strecke das Tourenrad als am geeignetsten angegeben. Von seinem Charakteristik kann er in drei Abschnitte eingeteilt werden.
- Stadtkyll – Prüm: Dieser ca. 23 km lange Abschnitt startet auf einer Höhe von 450 m ü. NN. Er beginnt mit einem ca. 10 km langen Aufstieg, der mit zuerst mäßiger, dann stärker Steigung zum Quellgebiet der Prüm auf ca. 650 m ü. NN führt. Danach geht es auf wenig befahrenen Nebenstraßen abwärts ins ca. 200 Höhenmeter tiefer gelegene Prüm.

- Prüm – Waxweiler: Dieser ca. 18 km lange Abschnitt führt auf der ehemaligen Bahntrasse der Westeifelbahn und der Stichstrecke Pronsfeld – Waxweiler. Das Teilstück ist asphaltiert und führt mit leichtem Gefälle ohne Anstiege nach Waxweiler. Dadurch ist es für Familien mit Kindern, Freizeitradler und Skater besonders geeignet.

- Waxweiler – Minden an der Sauer: Der letzte abwechslungsreiche Abschnitt ist ca. 57 km lang. Zwischen Waxweiler und Biersdorf (ca. 32 km) gibt es keine durchgehende Verbindung entlang der Prüm. Die Route wird über ruhige Landes- und Kreisstraßen geführt. Allerdings wird dabei das Prümtal verlassen und es gilt ca. 275 Höhenmeter beim Wechsel ins Tal des Ehlenzbachs zu überwinden. Der steilste Anstieg mit einer Länge von knapp 3 km und teilweise über 10 % liegt zwischen Mauelermühle und L12. Er führt in Serpentinen über einen asphaltierten Waldweg. Bei Lambersberg wird der höchste Punkt mit 534 m ü. NN erreicht. Ab nun geht es auf der L12 bergab bis Oberweiler. Danach wird die L12 verlassen und die Route führt über Waldwege an den Bitburger-See auf 250 m ü. NN. Nach dem Stausee folgt die Route wieder dem Prümtal. Hier verläuft sie auf einem eigenen zum Teil neu gebauten Radweg über viele Windungen mit einigen Anstiegen und Abfahrten. Der Radweg endet auf ca. 140 m ü. NN in Minden an der Sauer.

### Beschreibung

#### Stadtkyll – Prüm – Waxweiler
Der Prümtal-Radweg startet in Stadtkyll als Abzweigung vom Kyll-Radweg und führt durch das Tal der Wirft (einem Nebenfluss der Kyll) hinauf nach Schönfeld und weiter zum moorigen Ursprung der Prüm. Hier im Waldgebiet zwischen Ormont und Reuth sammelt sich das Quellwasser der Prüm, dem der Radweg fortan folgt. Auf ruhigen kaum befahrenen Nebenstraßen führt der Weg durch die Orte Neuendorf, Olzheim, Willwerath, Hermespand ins ca. 200 m niedriger gelegene Prüm. Die Stadt hat einiges an Geschichte und Kultur zu bieten. So datiert die Klostergründung der Abtei Prüm auf das Jahr 721. König Pippin schenkte der Abtei Teile der Sandalen Christi, die darauf den Namen Sankt Salvator (Zum Allerheiligsten Erlöser) erhielt. Karl der Große ließ zur Aufbewahrung der kostbaren Reliquie die 799 geweihte „Goldene Kirche“ bauen. Nach dem Zerfall diese Gotteshauses wurde 1712 mit dem Bau der heutigen Basilika begonnen. Ab 1748 wurde nach den Plänen des Barockbaumeisters Balthasar Neumann ein neues Abteigebäude an die Kirche angebaut. Die Fertigstellung beider Gebäude gelang aber erst 1912. Seither prägen sie das Stadtbild von Prüm. In Prüm trifft die Route auf den Eifel-Ardennen-Radweg, mit dem sie gemeinsam die Trasse der ehemaligen Westeifelbahn bis Pronsfeld nutzt. Mit dem Erreichen des ehemaligen Eisenbahnknotenpunktes Pronsfeld betritt man einen Ort der Eisenbahngeschichte schrieb. 1886 wurde die Westeifelbahn eröffnet und aus der Region konnten überregionale Ziele erreicht werden. 1907 wurde die Stichbahn nach Waxweiler und Neuerburg in Betrieb genommen, wodurch Pronsfeld zum Eisenbahnknotenpunkt wurde. Neben der regionalen Entwicklung hatten die Planer aber vor allem militärische Ziele im Auge. Während des Ersten Weltkrieges wurde die Strecke für den Nachschubtransport an die Westfront weiter ausgebaut und während des Baus des Westwalls (1936) war der Bahnhof Pronsfeld eine der größten Umschlagplätze für das Baumaterial der Bunker- und Sperranlagen. Hier zweigt die Route vom Eifel-Ardennen-Radweg nach Süden ab und führt über die Bahntrasse der ehemaligen Stichstrecke Pronsfeld-Waxweiler. Vor Waxweiler werden die Ortschaften Lünebach und Kinzenburg passiert.

#### Waxweiler – Minden
Nach Waxweiler verlässt der Radweg das Tal der Prüm, da hier keine durchgängige Verbindung existiert und wechselt in das Tal des Ehlenzbachs. Dazu muss allerdings ein Anstieg mit teilweise über 10 % Steigung überwunden werden, bevor die L12 erreicht wird, auf der es dann wieder bergab zurück ins Tal der Prüm geht. Der steilste Aufstieg führt in Serpentinen über einen asphaltierten Waldweg, den weniger geübte Radler schiebend zurücklegen können. Über die L10 geht es nach Lascheid und dann auf der Kreisstraße K194 nach Plütscheid, bevor am Gewerbehof die L12 erreicht wird. Ihr folgt der Radweg bis Oberweiler. Hier geht es dann am Waldrand entlang über Niederweiler nach Biersdorf am See das am Stausee Bitburg liegt. Nur ca. 2 km entfernt liegt, an einer engen Schleife der Prüm, das Schloss Hamm, eine der größten mittelalterlichen Wehranlagen der Eifel. Im letzten Abschnitt präsentiert sich die Prüm als typischer Mittelgebirgsfluss. Auf der kurvigen Strecke wechseln sich kurze Anstiege und Abfahrten ab. Die hügelige Route führt durch Wald und Wiesenabschnitte und durch kleine Dörfer mit jeweils eigenem Charakter. Diese überraschen sowohl durch verschiedenen Brücken und Uferbebauung als auch durch kirchliche und weltliche Baudenkmäler. Es geht über Wißmannsdorf, Brecht und Oberweis nach Bettingen das von einer Burgruine überragt wird. Weiter führt die Route über Wettlingen und Peffingen nach Holsthum mit seinem Schloss und Hopfenfeldern am Wegrand. In Prümzurlay befinden sich die „Irreller Wasserfälle“. Von dort gelangen man auf den „Erlebnispfad Wasser und Natur“, der als Rundkurs durch den deutsch-luxemburgischen Naturpark und wieder zurück nach Irrel führt. Auf dem Weg nach Irrel passiert die Route das Ferschweiler-Plateau mit der Teufelsschlucht. In Irrel, ca. 5 km vor der Mündung der Prüm in die Sauer, wird die Prüm von ihrem größten Nebenfluss, der Nims erreicht. Mit ihr erreicht auch der hier endende Nimstal-Radweg die Route. Die Ortschaft Irrel bietet an Sehenswerten die mittelalterlichen Pfarrkirche mit spätgotischer Chorturm von 1510, das Westwallmuseum auf dem Katzenkopf sowie Eisenbahnviadukt bei der Irreler Mühle. Die Route führt dann weiter über Menningen nach Minden. Hier endet sie auf dem Sauertal-Radweg, der von Ettelbrück in Luxemburg nach Wasserbilligerbrück an die Mosel führt.

### Sehenswürdigkeiten
- Stadtkyll: Basilika; Heimatmuseum, Info-Stätte „Mensch und Natur“.

- Prüm: Sankt-Salvator-Basilika mit Grab Lothars I. und Reliquien (Sandalen Christi). Barocke Abtei Prüm nach Plänen Balthasar Neumanns mit prächtigem Portal und Kaisersaal. Die Rokoko-Aula gehört heute zum Regino-Gymnasium.

- Pronsfeld: St.-Remigiuskirche mit dem aus der Erbauungszeit um 1498 erhaltenen Chorraum sowie Turmresten. Um an die frühere Bedeutung des Bahnhofs Pronsfeld zu erinnern (hier zweigt die Stichstrecken nach Arzfeld/Neuerburg und nach Waxweiler von der Hauptstrecke der Westeifelbahn ab) wurde 2006 am ehemaligen Bahnhof Pronsfeld eine alte Rangierlok als Denkmal aufgestellt. Der Eifelzoo Pronsfeld ermöglicht die Beobachtung einheimischer und exotischer Tiere sowie die Fahrt mit einer eigenen Zoo-Bahn durch die Anlagen.

- Waxweiler: Ortskern. Mit dem Devonium Waxweiler ist die Eifel um ein weiteres geotouristisches Highlight reicher. Auf spielerische Art wird in dem Museum mit seinem modernen didaktischen Konzept die Welt vor 400 Millionen Jahren lebendig und im Wortsinne begreifbar. Die Vergangenheit wird mit der Gegenwart und Zukunft verknüpft. So wird auch die Erde präsentiert, wie sie sich in 50 Millionen Jahren darbieten wird.

- Stausee Bitburg: Bewohntes Schloss Hamm in einer gut zu erreichenden, 3 km entfernten Prümschleife.

- Holsthum: Schloss Holsthum; Hopfenfelder am Radweg.

- Irrel: Mittelalterliche Pfarrkirche mit spätgotischem Chorturm von 1510; Wasserfälle der Prüm, zwischen Irrel und Prümzurlay; Ferschweiler-Plateau mit der Teufelsschlucht; Westwallmuseum; Eisenbahnviadukt bei der Irreler Mühle; alter jüdischer Friedhof in der Talstraße.

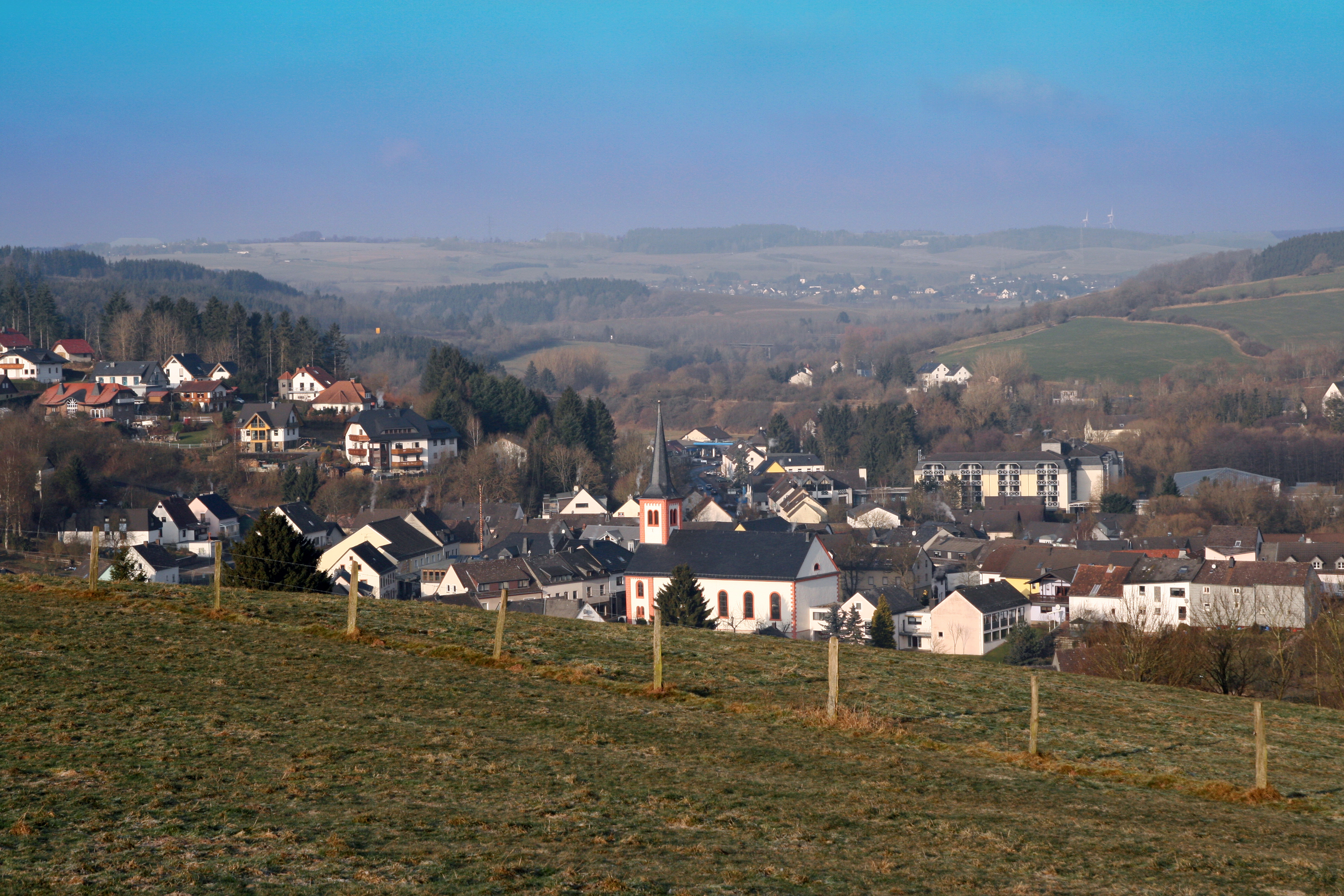
Blick auf Stadtkyll
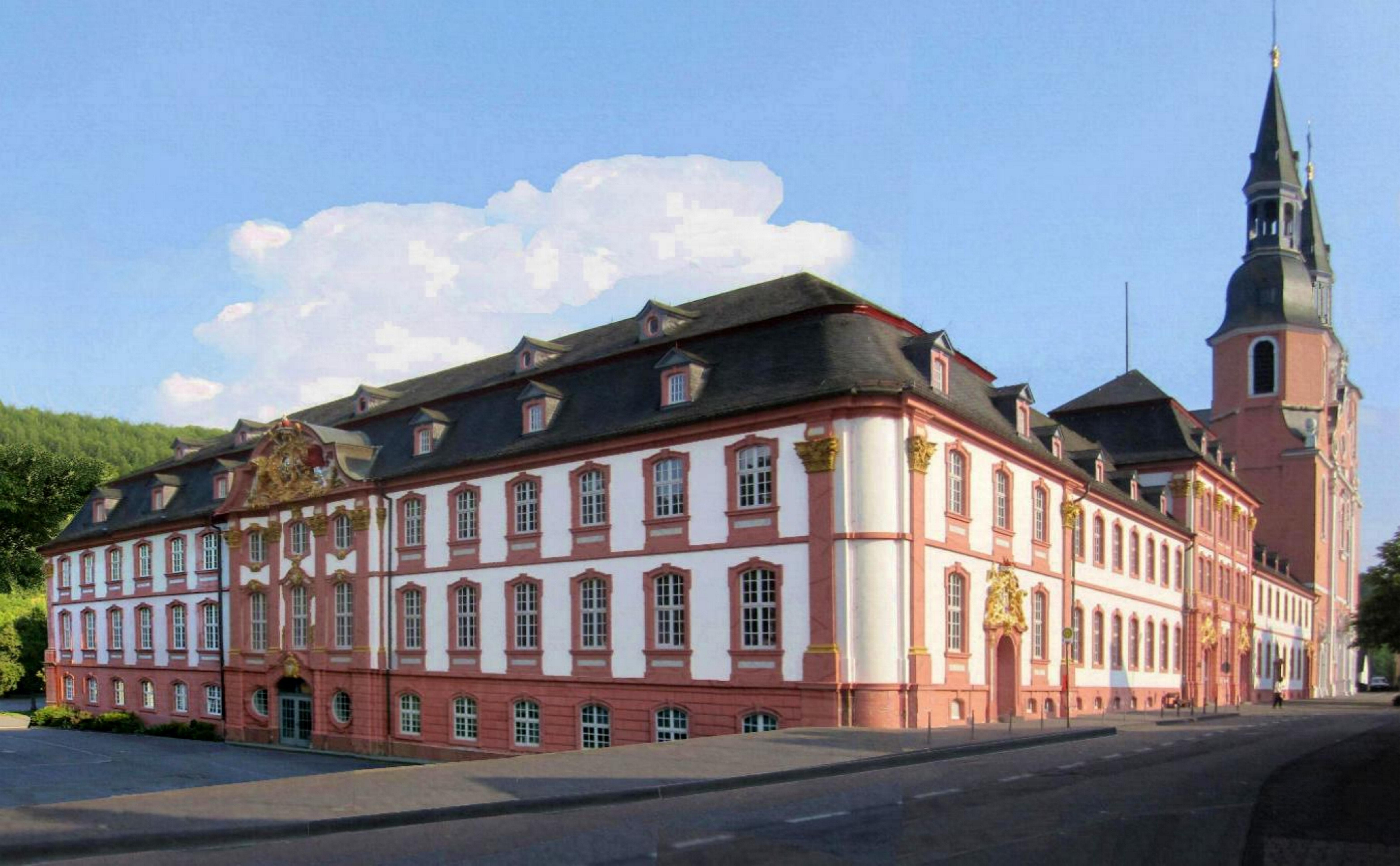
Abtei mit St.-Salvator-Basilika in Prüm
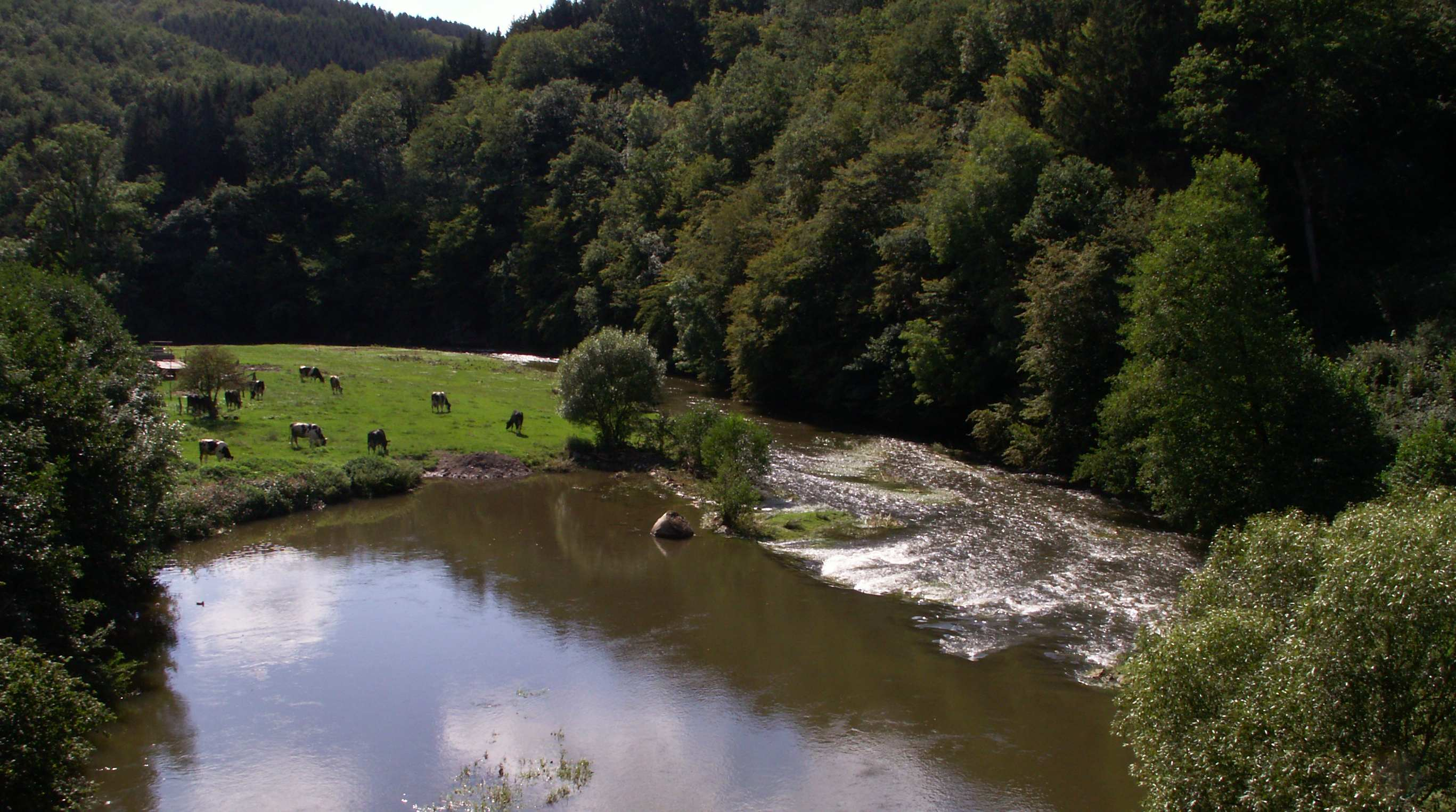
Die Prüm bei Waxweiler
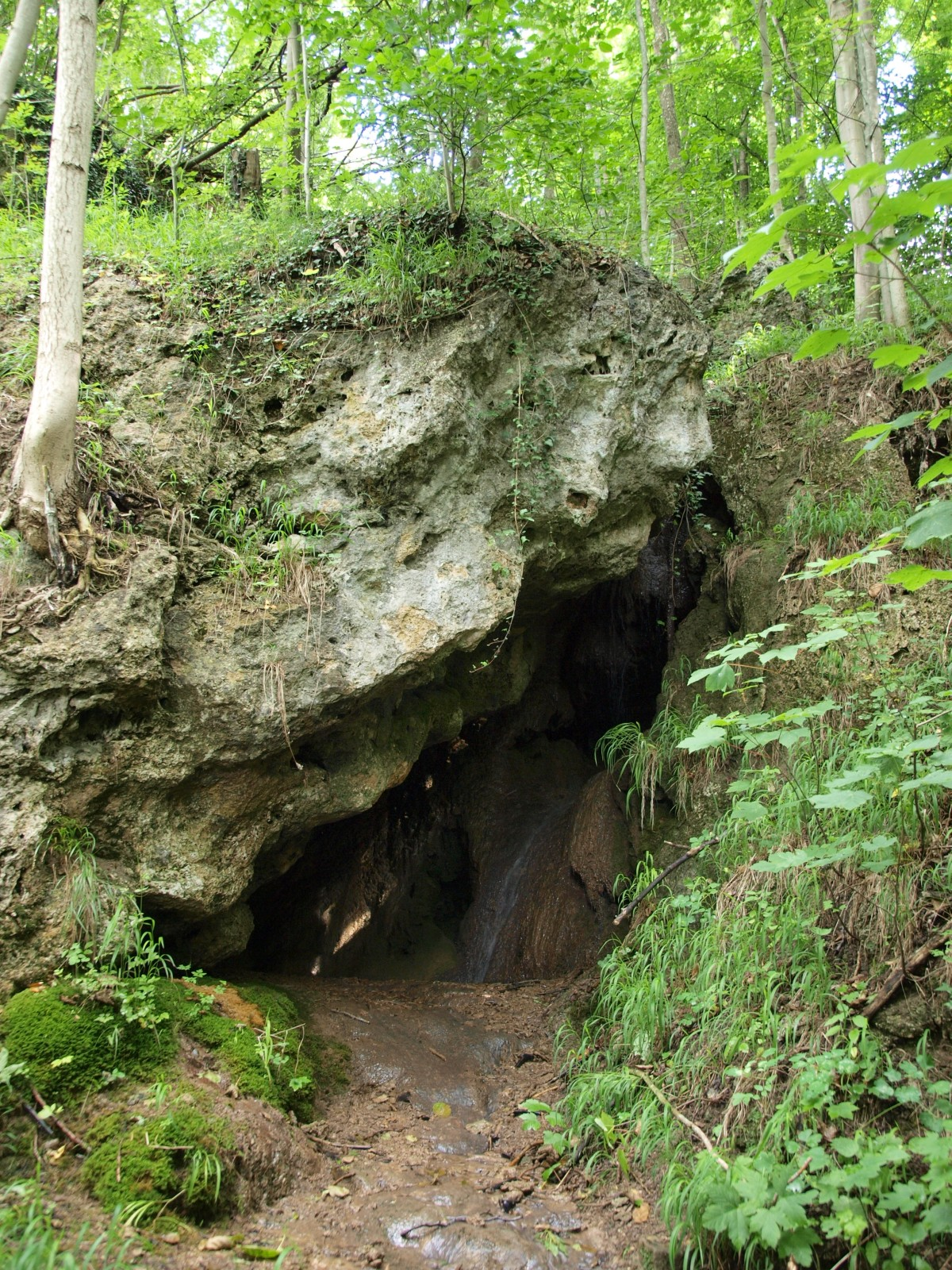
Die Huwelslay in Peffingen
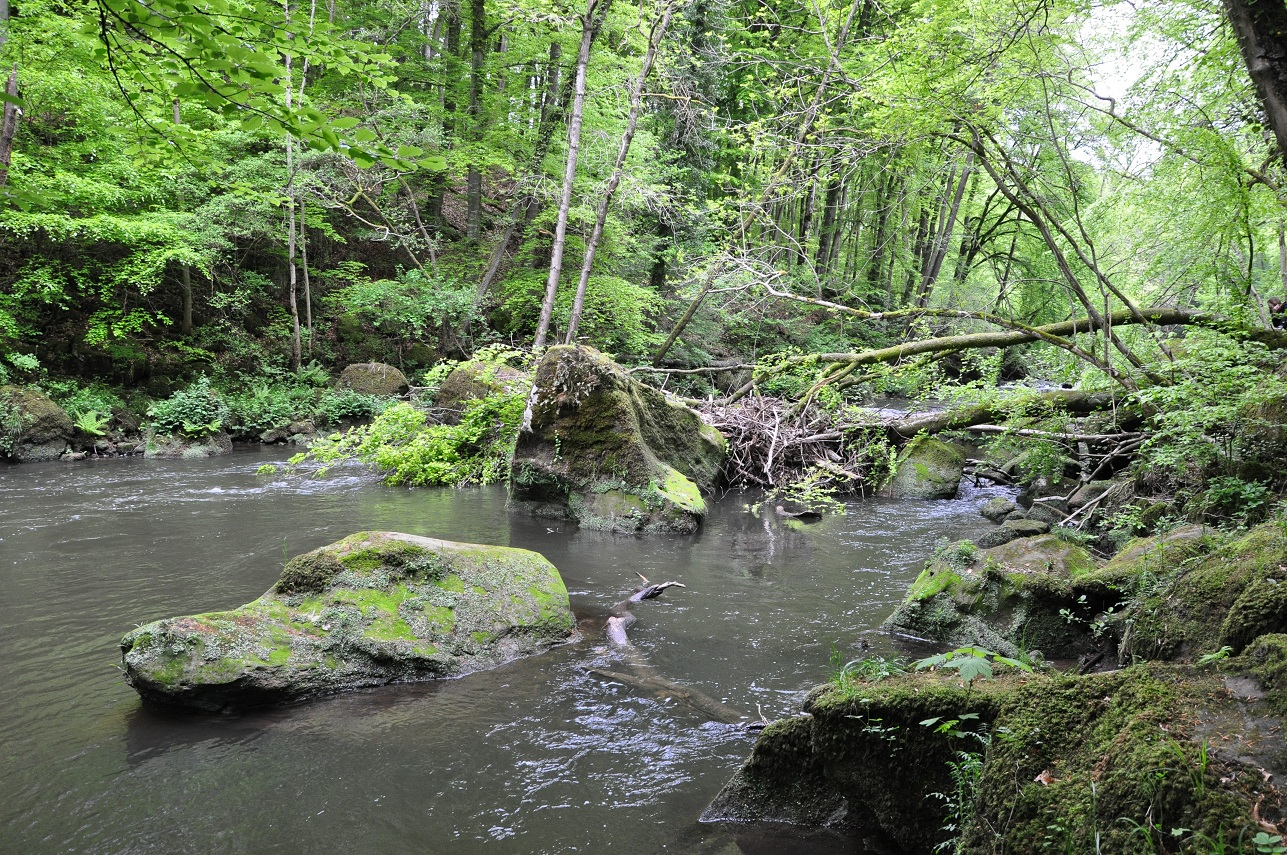
Die Prüm zwischen Prümzurlay und Irrel
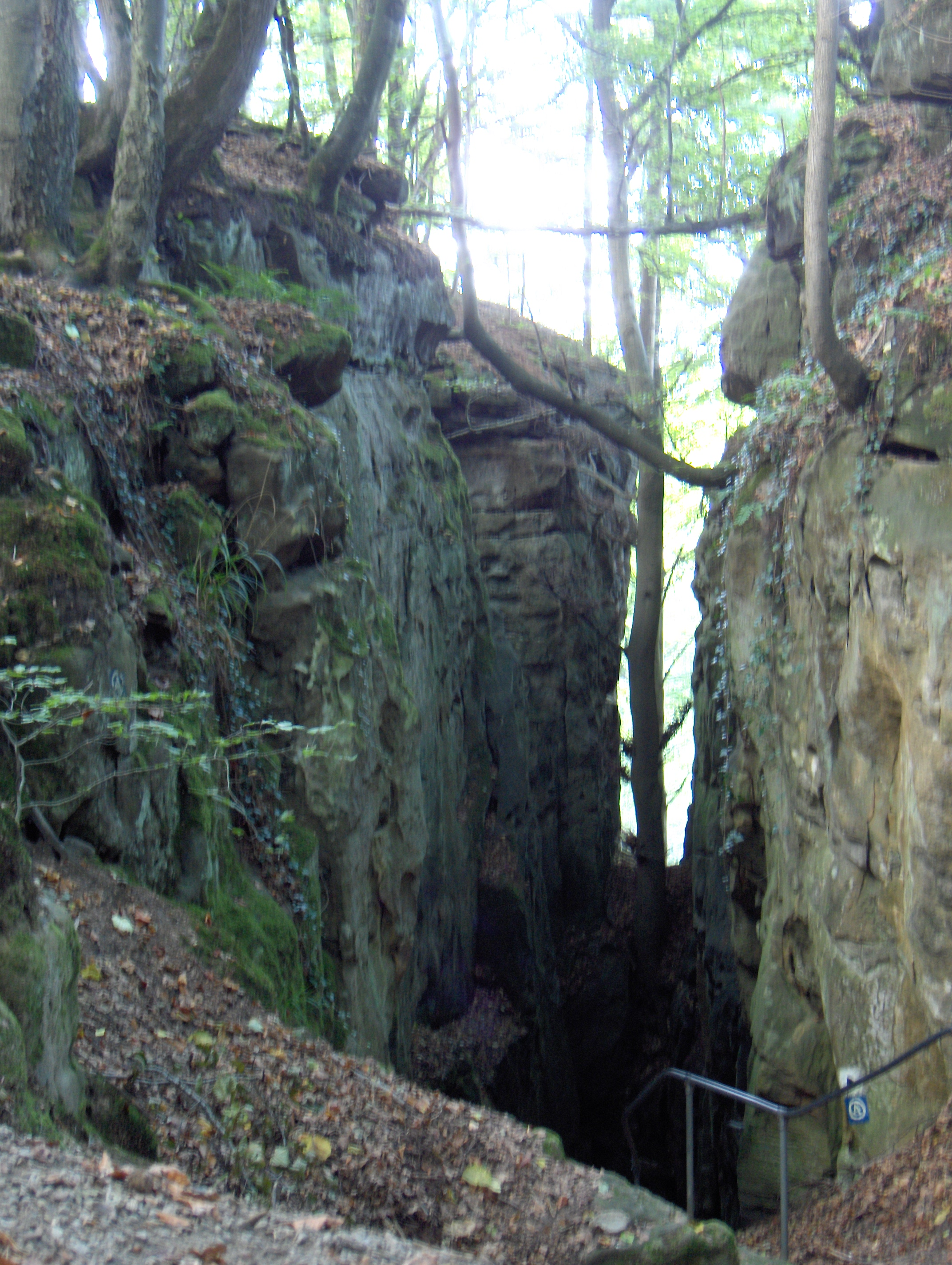
Teufelsschlucht bei Irrel

## Anschlussradwege
Der Prümtal-Radweg zweigt in Stadtkyll vom Kyll-Radweg ab und nutzt zwischen Prüm und Pronsfeld mit dem Eifel-Ardennen-Radweg gemeinsam die Trasse der ehemaligen Westeifelbahn. Der Eifel-Ardennen-Radweg ist eine Nord-Ost-Verbindung durch die Eifel und verbindet den Nürburgring mit St. Vith in Ostbelgien. In Pronsfeld zweigt der Enztal-Radweg ab und verläuft parallel zur Route des Prümtal-Radwegs um in Pfeffingen wieder in diesen zu münden. Schließlich endet der Prümtalradweg auf dem Sauertal-Radweg in Minden.
siehe auch:
- Liste der Radfernwege in Deutschland
- Liste der Radwege in Rheinland-Pfalz

## Bahn- und Busanbindung
Der nächstgelegene Bahnhof zu Stadtkyll dem nördlichen Ende des Prümtal-Radweges befindet sich in Dahlem an der Eifelstrecke Köln – Trier der. Über die Landstraßen L110 (Nordrhein-Westfalen) und L24 (Rheinland-Pfalz) kann Stadtkyll in ca. 5 km Entfernung erreicht werden. Wer den 25 km lange Einstieg über den Eifel-Ardennen-Radweg nicht scheut kann über Gerolstein anreisen. Über Gerolstein führt ebenfalls die Eifelstrecke Köln – Trier bzw. Koblenz. Vom Jahr 2000 bis Ende 2012 verkehrten auf der Strecke Kaisersesch – Daun – Gerolstein der ehemaligen Eifelquerbahn Schienenbusse der Vulkan-Eifel-Bahn (VEB). Der Betrieb im Zwei-Stunden-Takt ist seit 2012 allerdings eingestellt, der Verkehr der Züge aus Andernach endet seit 2013 in Kaisersesch.

Die Buslinien der „RegioRadler“ verkehrt vom 1. April bis 1. November täglich und haben Platz für 22 Fahrräder. Anschluss an diese Linien hat der Prümtal-Radweg:
- In Gerolstein mit RegioLine 500 zwischen Cochem an der Mosel und Gerolstein in der Vulkaneifel.
- Über Irrel verkehrt die Buslinie RegioRadler 441 Sauertal (Trier – Bollendorf, Ausstieg Irrel).